# Lenda Vumbi
Lenda Belly Vumbi Bundu (kurz Lenda Vumbi; * 13. Juli 1995 in Aubervilliers) ist ein französischer Fußballspieler.

## Karriere

### Verein
Der auf der Linksverteidigerposition beheimatete Vumbi Bundu wuchs in der Umgebung der Stadt Tours auf und war sieben Jahre alt, als er im September 2002 beim Amateurklub US Chambray-lès-Tours mit dem Fußballspielen begann. Diesem Verein blieb er treu, bis er als Zwölfjähriger zum Jahreswechsel 2008/09 die Aufnahme in die Jugendabteilung des Profivereins FC Tours schaffte. Er durchlief mehrere Altersklassen, bis er als B-Jugendlicher ins Nachwuchsleistungszentrum des Vereins aufgenommen wurde. In der nachfolgenden Zeit erwies er sich als besonders talentiert, sodass er einige Male am Training der Profis teilnehmen durfte.
Am 1. Spieltag der Saison 2013/14, der am 2. August 2013 ausgetragen wurde, saß er bei einer Zweitligapartie gegen Clermont Foot auf der Bank, kam durch seine Einwechselung in der 68. Minute zu seinem Profidebüt und musste eine 1:2-Niederlage hinnehmen. Fortan wurde der zum Zeitpunkt des Debüts gerade 18-Jährige für einige weitere Spiele in die Elf berufen, ohne jedoch im Saisonverlauf zu weiteren Einsätzen zu kommen. Spielpraxis erhielt er dagegen im Trikot der fünftklassig antretenden Reservemannschaft. Auch im nachfolgenden Jahr konnte er sich nicht bei den Profis etablieren, weswegen er Tours im Sommer 2015 verließ. Einen neuen Arbeitgeber fand er im portugiesischen Zweitligisten Académico de Viseu FC. Nur ein Jahr später schloss er sich Zweitligist Leixões SC an. Hier spielte er bis 2018 und wechselte dann zum belgischen Drittligisten Royal Excelsior Virton. Nach einem enttäuschenden Jahr mit nur vier Ligaspielen ging er im Juli 2019 weiter zum Yverdon-Sport FC in die Schweiz. Anschließend wechselte er 2020 zum FC Stade Lausanne-Ouchy, von wo er aber sofort für zwei Jahre an Drittligist Stade Nyonnais verliehen wurde. Nach dem Ende der Leihe wurde Vumbi dann im Sommer 2022 fest von dem Verein aus Nyon verpflichtet. Im Juli 2023 verletzte sich der Abwehrspieler schwer und fiel fast zehn Monate aus.

### Nationalmannschaft
Im Alter von 17 Jahren wurde der Nachwuchsspieler zum ersten Mal in den Kader der französischen U-18-Nationalelf berufen und debütierte für diese am 15. Mai 2013 bei einem 2:0-Sieg in einem Freundschaftsspiel gegen die Schweiz. In der nachfolgenden Sommerpause rückte er in das U-19-Team auf und stand für dieses bei zwei Testbegegnungen im September 2013 auf dem Platz.